# Campionati europei di nuoto in vasca corta 2010 - 200 metri stile libero femminili
Le qualifiche per la finale si sono svolte la mattina del 28 novembre 2010, mentre la finale si è svolta la sera dello stesso giorno.

## Medaglie
| Posizione | Atleta           | Paese       |
| --------- | ---------------- | ----------- |
| Oro       | Femke Heemskerk  | Paesi Bassi |
| Argento   | Silke Lippok     | Germania    |
| Bronzo    | Evelyn Verrasztó | Ungheria    |

## Record
Prima della manifestazione il record del mondo (RM), il record europeo (EU) e il record dei campionati (RC) erano i seguenti.
| Record mondiale       | 1:51.17 | Federica Pellegrini Italia | 13 dicembre 2009 Istanbul, Turchia |
| Record europeo        | 1:51.17 | Federica Pellegrini Italia | 13 dicembre 2009 Istanbul, Turchia |
| Record dei campionati | 1:51.17 | Federica Pellegrini Italia | 13 dicembre 2009 Istanbul, Turchia |

Durante la competizione non sono stati migliorati record.

## Risultati batterie
| Pos. | Atleta                  | Nazionalità | Tempo       | Batteria    | Corsia      | Note        |
| ---- | ----------------------- | ----------- | ----------- | ----------- | ----------- | ----------- |
| 1    | Femke Heemskerk         | Paesi Bassi | 1:55.24     | 4           | 4           |             |
| 2    | Silke Lippok            | Germania    | 1:55.79     | 5           | 5           |             |
| 3    | Evelyn Verrasztó        | Ungheria    | 1:56.38     | 3           | 4           |             |
| 4    | Ágnes Mutina            | Ungheria    | 1:56.54     | 3           | 3           |             |
| 4    | Rieneke Terink          | Paesi Bassi | 1:56.54     | 5           | 3           |             |
| 6    | Daniela Schreiber       | Germania    | 1:56.73     | 4           | 5           |             |
| 7    | Melanie Costa Schmid    | Spagna      | 1:57.01     | 3           | 5           |             |
| 8    | Lisa Vitting            | Germania    | 1:57.59     | 4           | 3           |             |
| 9    | Cecilie Johannessen     | Norvegia    | 1:58.18     | 4           | 6           |             |
| 10   | Chiara Masini Luccetti  | Italia      | 1:58.44     | 3           | 6           |             |
| 11   | Kira Volodina           | Russia      | 1:58.67     | 5           | 2           |             |
| 12   | Viktoriya Andreeva      | Russia      | 1:58.76     | 3           | 2           |             |
| 13   | Valeriya Podlesna       | Ucraina     | 1:58.82     | 5           | 7           |             |
| 14   | Alexandra Veselova      | Russia      | 1:59.13     | 5           | 1           |             |
| 15   | Nina Sovinek            | Slovenia    | 1:59.31     | 2           | 2           |             |
| 16   | Annika Bruhn            | Germania    | 1:59.59     | 4           | 2           |             |
| 17   | Boglárka Kapás          | Ungheria    | 1:59.75     | 4           | 7           |             |
| 18   | Verena Klocker          | Austria     | 1:59.83     | 5           | 6           |             |
| 19   | Danielle Carmen Villars | Svizzera    | 1:59.84     | 3           | 7           |             |
| 20   | Anja Trisic             | Croazia     | 1:59.98     | 2           | 6           |             |
| 21   | Ursa Bezan              | Slovenia    | 2:00.13     | 2           | 4           |             |
| 22   | Elise Bouwens           | Paesi Bassi | 2:00.44     | 4           | 8           |             |
| 23   | Uschi Halbreiner        | Austria     | 2:00.77     | 2           | 5           |             |
| 24   | Katarina Listopadova    | Slovacchia  | 2:02.22     | 5           | 8           |             |
| 25   | Mirosalva Syllabova     | Slovacchia  | 2:02.90     | 2           | 7           |             |
| 26   | Nina Drolc              | Slovenia    | 2:03.16     | 4           | 1           |             |
| 27   | Burcu Dolunay           | Turchia     | 2:03.29     | 3           | 8           |             |
| 28   | Grainne Murphy          | Irlanda     | 2:03.34     | 1           | 3           |             |
| 29   | Theodora Drakou         | Grecia      | 2:03.50     | 1           | 5           |             |
| 30   | Nina Cesar              | Slovenia    | 2:03.84     | 3           | 1           |             |
| 31   | Annelies De Mare        | Belgio      | 2:03.94     | 2           | 3           |             |
| 32   | Gizem Bozkurt           | Turchia     | 2:04.69     | 1           | 4           |             |
|      | Federica Pellegrini     | Italia      | non partita | non partita | non partita | non partita |

## Finale
| Pos. | Atleta               | Nazionalità | Tempo   | Corsia | Note |
| ---- | -------------------- | ----------- | ------- | ------ | ---- |
|      | Femke Heemskerk      | Paesi Bassi | 1:52.62 | 4      |      |
|      | Silke Lippok         | Germania    | 1:53.96 | 5      |      |
|      | Evelyn Verrasztó     | Ungheria    | 1:54.39 | 3      |      |
| 4    | Ágnes Mutina         | Ungheria    | 1:54.74 | 6      |      |
| 5    | Daniela Schreiber    | Germania    | 1:56.46 | 7      |      |
| 6    | Rieneke Terink       | Paesi Bassi | 1:56.68 | 2      |      |
| 7    | Melanie Costa Schmid | Spagna      | 1:56.83 | 1      |      |
| 8    | Cecilie Johannessen  | Norvegia    | 1:57.76 | 8      |      |